# Rollsdorf
Rollsdorf ist ein Ortsteil der Ortschaft Seeburg der Gemeinde Seegebiet Mansfelder Land in Sachsen-Anhalt. Rollsdorf liegt am Nordufer des Bindersees, etwa zwei Kilometer östlich von Seeburg.

## Geschichte

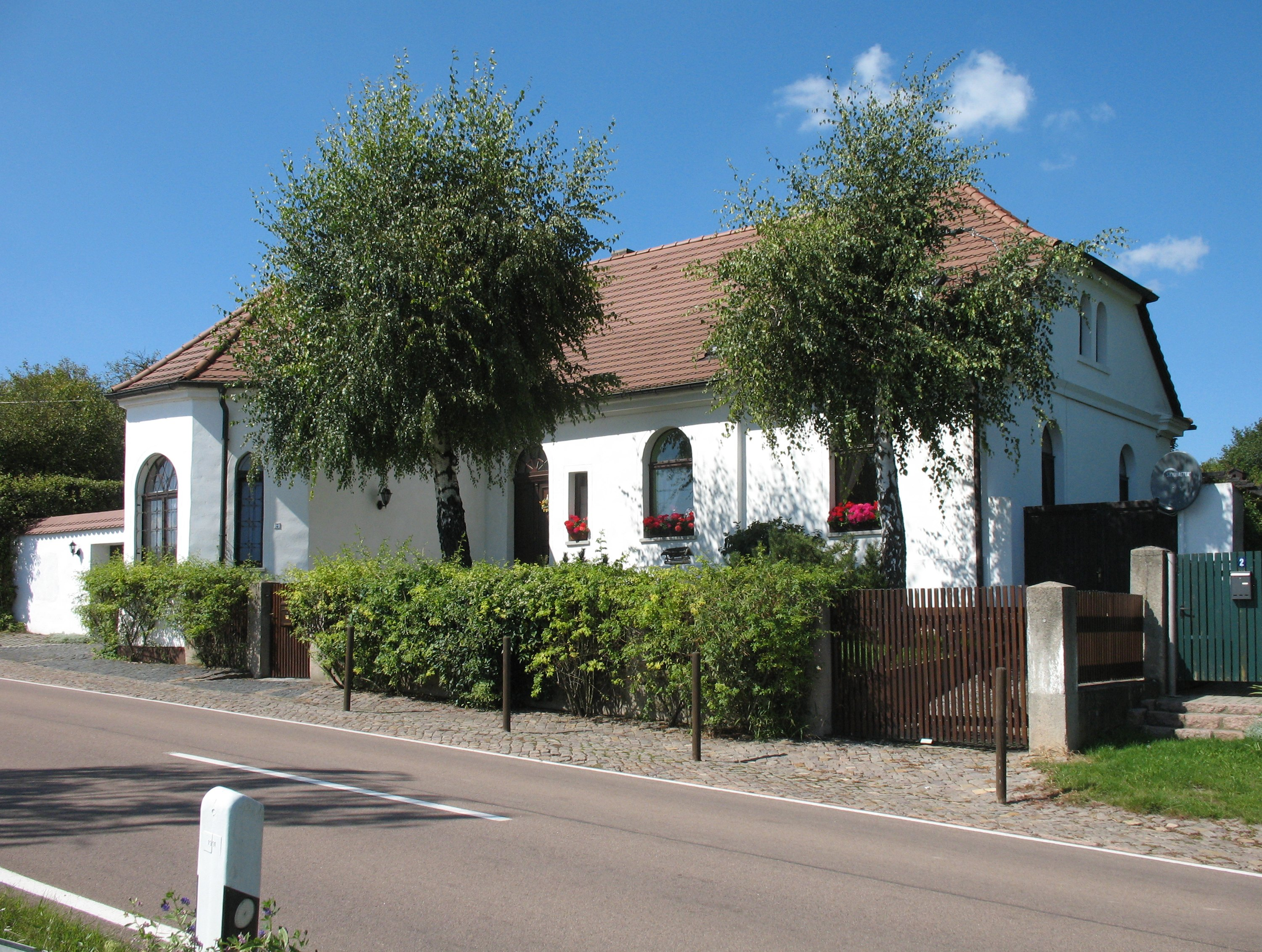
Denkmalgeschütztes Chausseehaus

Bereits um das Jahr 800 siedelten Menschen im Gebiet Bennstedts. In einem zwischen 881 und 899 entstandenen Verzeichnis des Zehnten des Klosters Hersfeld wird Rollsdorf als zehntpflichtiger Ort Ruodoldesdorph im Friesenfeld erstmals urkundlich erwähnt.
Am 1. Juli 1950 wurde Rollsdorf nach Seeburg eingemeindet.

## Dorfkirche

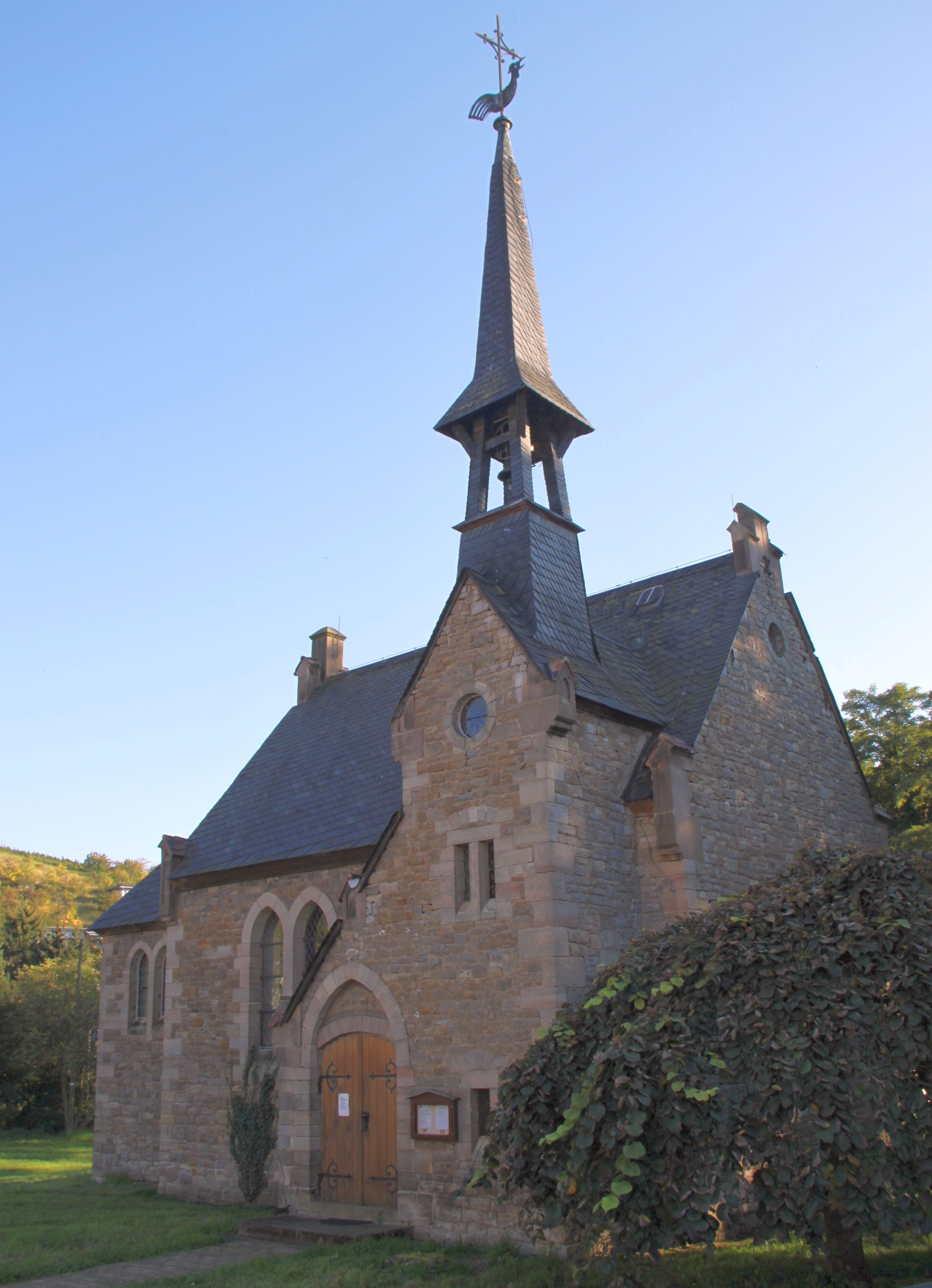
Dorfkirche

Die ursprüngliche Rollsdorfer Kirche stammte aus dem 12. Jahrhundert; sie befand sich an der Stelle des heutigen kleinen Friedhofs. Die Dorfkirche wurde wegen Baufälligkeit ca. 1903 abgerissen. Dabei wurden die Glocke, der Taufstein und die Darstellungen der Evangelisten in die neue Kirche übernommen.
Die neue Dorfkirche ist ein gotisierender Bruchsteinbau mit Eckverbänden und Fenstergewänden aus Werkstein, der an die englische Architektur der zweiten Hälfte des 19. Jahrhunderts erinnert. Die Kirche besitzt ein rechteckiges Schiff mit eingezogenem Chor und Eingangshalle. Die Ausstattung stammt aus der Bauzeit.
Der Taufstein mit runder Kuppa trägt die Inschrift 1573. In der Vorhalle befinden sich vier Brüstungsfelder mit den Darstellungen der Evangelisten, welche mit 1697 datiert sind.
Die Errichtung der neuen Dorfkirche erfolgte auf unsicherem Untergrund, was Risse im Mauerwerk und die teilweise Senkung des Kirchenbodens zur Folge hatte. Zum Erhalt der Kirche wurde im Jahr 2004 ein Förderverein gegründet.